# Enrico II de Ventimiglia

Escudo de armas de la casa de Ventimiglia.

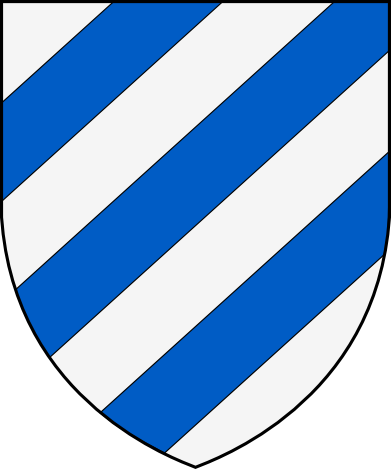
Casa de Lauria.

Enrico II de Ventimiglia, Enricuccio, (m. 1398) fue hijo de Francesco II de Ventimiglia y de Elisabetta de Lauria, señora de Taormina, hija de Nicoló de Lauria Entenza, señor de Taormina (signore della porta di Taormina) en 1338, y de su esposa Albertina Abate, y nieta de Roger de Lauria, gran almirante de Aragón y Sicilia. Enrico II fue asimismo conde de Ischia, de Geraci y del Maro.

## Títulos
- XIV conde de Geraci (VI de la casa Ventimiglia, 1392).
- Camarero mayor (1389).[4]
- Señor de Gangi, San Mauro, Castelluccio, Tusa Superior e Inferiore, Pollina y de Castelbuono.

## Biografía
Siguiendo otro precedente en la familia (la situación anómala que vivieron los hijos de Francesco I de Ventimiglia, los hermanos Emanuel y Francesco II, que siendo el mayor y heredero Emanuel, fue Francesco II quien heredó el genio, el carisma y el favor de su padre), en este caso, sucedió lo mismo entre los dos hijos de Francesco II, los hermanos Enrico y Antonio. Igualmente, en un previsor y detallado testamento dividió su patrimonio entre sus hijos mayor y menor.
Enrico (Enricuccio) heredó el condado de Geraci, que comprendía Geraci, Gangi, Santo Mauro, Castellucio, Tusa Superiore e Inferiore, Pollina y Castelbuono, con exclusión del castillo de Gangi que debía estar durante un año en posesión de su hermana Elisabetta y su marido, Enrico Rosso. También estaban excluidas las dos Tusas (Superiore e Inferiore), igualmente de forma temporal, ya que habían sido previamente cedidas de forma vitalicia a su tío Filippo.
Por su parte, Antonio (Antonello) heredaba el Condado de Collesano, con las dos Petralias, Bilici, Caronia, Termini y demás, con todos los derechos inherentes a dichos territorios. Es decir, una herencia netamente superior a la de su hermano primogénito, como correspondía a su posición de preferencia clarísima por parte del padre. Posiblemente había varios motivos para esta preferencia además de la afinidad de caracteres, en los que el padre se veía retratado; ya en vida del padre, Antonio tenía dos vástagos varones de su espona Margherita de Peralta, llamando Francesco al primogénito (igual que el abuelo) mientras que Enrico, separado de su primera esposa Constanza Rosso, no tenía heredero con quien prolongar la estirpe. Por segunda vez en la familia, el hermano mayor vivirá a remolque de los deseos del hermano pequeño, aunque esta vez sin tanto acierto como en la generación anterior. Las relaciones entre los dos hermanos no siempre bueron buenas, hasta tal punto que Antonio se vio obligado a solicitar al rey Martino I en 1392 que anulase las disposiciones testamentarias que le impedían reclamar parte de la herencia de su hermano mayor, ya que si no podría incurrir en incumplimiento de alguna de las cláusulas testamentarias y perderlo todo. En efecto, más tarde, Antonio se levantó en armas contra su hermano mayor, tomando por la fuerza parte de sus territorios.
Ampliamente superado, Enrico II no tuvo más opción que cederle definitivamente a su hermano los terrenos arrebatados. Además, se vio obligado a secundar a su hermano en sus correrías, muchas veces a disgusto. Pero Antonio, aun siendo el miembro más dinámico de la familia, no tenía ni la habilidad ni el acierto del padre: la última de sus acciones le llevó directamente a la expropiación definitiva de todos sus bienes, así como a bastantes años de cárcel. El condado de Collesano se perdería definitivamente para los Ventimiglia.
Afortunadamente, Enrico II no secundó a su hermano en esta última aventura, pudiendo conservar así el condado de Geraci por 4 siglos más en posesión de los Ventimiglia.

## Relación con lacorona de Aragón
En marzo de 1392, desembarca en Sicilia la expedición formada por la reina María y su marido Martino I el joven, rey consorte de Sicilia, acompañados en su séquito por su padre, Martino II el viejo y/ó el humano, por aquel entonces duque de Montblanch y más tarde rey de Aragón entre  1396 y 1410, hábil y experimentado político. Inicialmente, el conde brindó su apoyo y fidelidad a sus nuevos soberanos.
Previo a este desembarco, Martino el viejo, había allanado el camino limando asperezas con la nobleza local a cambio de concesiones de prerrogativas. Pero no fue suficiente, ya que la nueva corona y su séquito no contaron con el beneplácito de todos los barones sicilianos. Entre ellos, el caso más notable fue el de Andrea Chiaromonte, el poderoso conde de Módica, que fue juzgado por rebeldía y ejecutado apenas unos meses después, siendo entregado en junio de ese mismo año su feudo a Bernardo de Cabrera, almirante en jefe de la expedición aragonesa. El rescoldo de la oposición a la nueva corona duró hasta 1398, mantenido tanto por miembros de prácticamente todas las clases sociales de Sicilia como por la iglesia, fiel a Roma y partidaria de la solución angiovina. Dentro de este convulso periodo de cambios frecuentes de fidelidades, en 1394 Enrico II sufrió la confiscación del condado de Geraci, que fue traspasado por el rey Martino I el joven a su tío Fernando de Luna. Pero esa misma jornada, Enrico II se avino a jurar fidelidad al rey y el condado le fue devuelto. En ese mismo acto también se vio obligado a jurar fidelidad su hermano el conde de Collesano, Antonio de Ventimiglia, pero parece que en este caso los buenos propósitos duraron menos: seguidamente entró en batalla contra las tropas aragonesas, consiguiendo una gran victoria en el encuentro que hubo entre Nicosia y Castrogiovanni. Zurita comenta: esta donaciones duraban poco, porque o se concedían o se revocaban con la misma facilidad que aquellos barones se rebellaban o se reducian.
Pero poco más tarde los barones se rebelaron contra el poder real, en una creciente oposición que llegaría a incluir a todas las capas sociales del reino y Antonio fue nuevamente apresado por las tropas del rey. En el curso del 1395-96, la actitud antiaragonesa decrece y Cicco, el tercer hermano, negoció con la corona la liberación de Antonio. Cicco tenía retenidos a tres caballeros catalanes, capturados en batalla por Antonio, el conde de Collesano. Estos caballeros eran Raimondo de Bagues, Berlinguieri Arnau y Guerau Cervellón.
En octubre de 1396, se pactó lo que parecía un definitivo acuerdo de paz entre la corona y la familia Ventimiglia. Los Ventimiglia devolvieron las tierras y castillo de Cefalú, Nicosia y Sperlinga, además de los tres caballeros catalanes retenidos. El rey a cambio rehabilitó a Antonio como conde de Collesano y a Enrico como conde de Geraci, liberando a todos ellos y a sus servidores de toda culpa presente o pasada.
Como garantía del acuerdo, Antonio tomó como esposa a Alvira Moncada, hermana del conde de Augusta, dotada con 1000 onzas de oro para la ocasión por el propio soberano y poco más tarde, el 12 de diciembre de 1396, el rey Martino il Vecchio concedió a Cicco Ventimiglia el feudo de Verbumcaudo (también llamado Garbincauli), confiscado previamente a los hermanos Matteo, Orlando y Andrea Milite, por rebelión a la corona.
No obstante, pocos meses después los Ventimiglia tomaron nuevamente las armas contra sus soberanos, en una rebelión de la aristocracia siciliana a la que también se unió el gran justiciero de Sicilia, Guglielmo Raimondo de Moncada, hermano de Alvira, a causa del demérito a que se sentía reducida la nobleza local en beneficio de los caballeros catalanes de la corte, llegados con el séquito de los Martinos.
La reacción real no se hizo esperar: una nueva sentencia, dada en Catania a 16 de noviembre de 1397, declaró nuevamente rebeldes a los Ventimiglia y otros tantos barones más, ordenándose la incautación de todos sus bienes y posesiones. Gracias a la intervención de Jaime de Prades, se pudo llegar a un acuerdo con la corona y soslayar la sentencia. No corrieron igual suerte otros, como Bartolomeo de Aragona, conde de Camarata y suegro de Enrico II, que no tuvieron más remedio que exiliarse fuera de Sicilia, tierra a la que nunca más podrían regrasar en vida.
El 2 de agosto de 1398, el conde de Geraci recibió la exculpación completa de su acusación de rebelión, así como la confirmación de sus títulos y cargos y la posesión de sus propiedades.
Enrico II murió después de agosto de 1398, y en noviembre de ese mismo año, su hijo Giovanni I de Ventimiglia es instituido conde de Geraci, bajo la tutela de su futuro suegro Jaime de Prades, ya que era de muy corta edad.

## Matrimonio y descendencia
Casó en primeras nupcias con Constanza Rosso, hija de Enrico Rosso y de Elisabetta Ventimiglia, hermana de Francesco II y, por lo tanto, tía carnal de Enrico: Constanza Rosso y Enrico II de Ventimiglia eran primos hermanos. Pero no tuvieron descendencia, por lo que se separaron pronto.
Casó en segundas nupcias casó con Bartolomea d’Aragona, hija de Bartolomeo d’Aragona, descendiente del infante Sancho de Aragón, conde de Cammarata y barón de Militello y de su esposa, Macalda Palizzi, signora di Cammarata. El contrato matrimonial se firmó en Messina el 20 de mayo de 1363 ante el notario Pietro di Giovanni. Tuvieron descendencia:
- Giovanni I de Ventimiglia, XV conde de Geraci y I marqués de Irache, que sigue la línea. Casó con Ágata de Prades y Moncada,[20] hija de Jaime de Prades y de su primera esposa, Giovanna Moncada.[21] De hecho, tras la última expropiación (dada en Catania a 16 de noviembre de 1397), el condado y propiedades anexas eran devueltos, más que al conde Enrico II a su hijo Giovanni y a su futura esposa, Ágata de Prades.
- Elisabetta de Ventimiglia,[22] que casó con Gualterio de Paternó y Spatafora, V barón del Burgio, barón de los puertos y marinas de la Val di Noto (1407), I barón de Imbaccari (1425), protonotario del reino de Sicilia (1425), embajador de la corona de Aragón ante el papa Martín V. Fueron cabeza de varias líneas genealógicas, tales como los príncipes de Biscari y de Valdisavoja, duques de Carcaci, de San Nicola y de Pozzomauro, marqueses de San Giuliano, de Raddusa y de Regiovanni, entre otras casas.
  - Francesco (1412-1471), II barón de Mazzara, Trapani e Sciacca, I barón de Granirei (1453), maestro de campo de don Alfonso V de Aragón. Casó con Lionetta Platamone, hija del barón Battista Platamone, virrey de Sicilia.
- Enrico.[23]
- Constanza.[23]

Casó en terceras nupcias con Giovanna di Tocco, hija de Leonardo I, conde palatino de Cefalonia, y de su esposa Maddalena de Buondelmonti (+ posterior a 1352).

## Cambios territoriales en el feudo
- El 9 de enero de 1393 obtiene la autorización del soberano para poder cambiar Alcamo por Capizzi,[24] pero en junio de 1393 Alcamo pasó nuevamente a ser de su propiedad.[25]

- El 10 de febrero de 1395 concede al notario Nicola de Baudo el feudo de Malia (en territorio de San Mauro), recibiendo confirmación del rey Martino I el 27 de febrero de 1400.[26]

- Cedió a su hermano Chicco Ventimiglia las tierras y castillo de Castelluccio (ahora llamado Castel di Lucio).[27]

## Línea de sucesión en el  condado de Geraci
| Predecesor: Francesco II de Ventimiglia | XIV conde de Geraci ? - 1398 | Sucesor: Giovanni I de Ventimiglia |